# Алберт фон Зирсберг
Алберт фон Зирсберг (на немски: Albert von Siersberg; † 13 век) е благородник от Зирсберг в Херцогство Лотарингия, господар на замък Зирсбург/Зирсберг (в днешен Релинген-Зирсбург) на река Нид в Саарланд.

## Произход
Той е син на Арнулф фон Зирсберг († сл. 1180) и неизвестната му по име съпруга. Внук е на Вилхелм фон Зирсберг († сл. 1140) и правнук на Валтер фон Зирсберг († сл. 1140). Брат е на Рудолф фон Зирсберг (* пр. 1212; † пр. 1256) и Йохан фон Зирсберг († сл. 1243).
Резиденцията на рода е замък Зирсбург (Зирсберг). Замъкът служи за контрол на корабоплаването и търговските пътища. Господарите фон Зирсберг са в персоналунион също господари фон Дилинген на река Саар. Дилинген тогава не е самостоятелно господство, а принадлежи към Зирсбург.

## Фамилия
Алберт фон Зирсберг се жени за фон Сарверден и Киркел, дъщеря на граф Хайнрих I фон Сарверден-Киркел († 1242) и Ирментруд фон Боланден († сл. 1256), вдовица на Валтер II Шенк фон Шюпф (* пр. 1199; † сл. 1218). Съпругата му е внучка на граф Лудвиг I фон Сарверден († сл. 1200) и Гертруд фон Дагсбург. Те имат трима сина:
- Йоханес I фон Киркел (* пр. 1242; † сл. 1271), женен за Елизабет фон Лихтенберг (* пр. 1264; † сл. 1271), дъщеря на Лудвиг I фон Лихтенберг († 1252). Те са родители на:
  - Лудвиг I фон Киркел (* пр. 1278; † сл. 1304/1311), женен за Ирменгард фон Майзембург († 1324)
  - Йоханес II фон Киркел (* пр. 1278; † сл. 1304), женен за София фон Геролдсек (* пр. 1299; † сл. 1304)
  - Якоб фон Киркел-Зирсберг († сл. 1320), неженен
- Арнолд фон Зирсберг (* пр. 1242; † сл. 1270), женен за Елизабет († сл. 1264) и има син:
  - Йохан фон Зирсберг (* пр. 1284; † 1319), баща на Арнолд фон Зирсберг, господар цу Дилинген (* пр. 1319; † 1339/1343)
- Герхард фон Бекинген, неженен